# Singa ammophila
Singa ammophila är en spindelart som beskrevs av Levy 2007. Singa ammophila ingår i släktet Singa och familjen hjulspindlar.
Artens utbredningsområde är Israel. Inga underarter finns listade i Catalogue of Life.